# Pangai
Pangai ist ein Ort in Tonga, der als Hauptort der Haʻapai-Inselgruppe gilt. Im Ort, der an der Westseite von Lifuka liegt, leben 1022 Einwohner (Stand 2021). Er bildet mit dem südwestlich angrenzenden Hihifo eine siedlungsgeographische Einheit.

## Fakten
Das Zentrum des Dorfes wird von der katholischen Kirche „Siasi Katolika“ und von der Holopeka Road am Hafen dominiert. Darüber hinaus liegen hier einige Geschäfte und eine Bank. Die Häuser im Ort wurden zum größten Teil im Kolonialstil errichtet.
Der Flughafen Haʻapai, der Flughafen der Insel, liegt etwa vier Kilometer nördlich des Ortes.

## Sehenswürdigkeiten
Der Methodisten-Missionar Shirley Waldemar Baker, der unter Tongas König George Tupou I. als Premierminister im Land tätig war, starb am 16. November 1903 in Pangai. Sein Grab und ein Denkmal zu seinen Ehren sind heute auf dem Friedhof Pangais zu sehen.